# 曲谷乡
曲谷乡，是中华人民共和国四川省阿坝藏族羌族自治州茂县曾经下辖的一个乡。2019年12月，撤销雅都镇、曲谷乡，设立赤不苏镇，以原雅都镇和原曲谷乡所属行政区域为赤不苏镇的行政区域。

## 行政区划
曲谷乡撤销前下辖以下地区：
河坝村、河西村、色尔窝村、河东村和二不寨村。